# Elwendia
Elwendia is een geslacht uit de schermbloemenfamilie (Apiaceae). De soortenkomen voor van Turkije tot in Centraal-Azië en de westelijke Himalaya.

## Soorten
- Elwendia afghanica (Beauverd) Pimenov & Kljuykov
- Elwendia alata (Pimenov & Kljuykov) Pimenov & Kljuykov
- Elwendia angreni (Korovin) Pimenov & Kljuykov
- Elwendia badachschanica (Kamelin) Pimenov & Kljuykov
- Elwendia bucharica Kljuykov & Lyskov
- Elwendia cabulica (Bornm.) Pimenov & Kljuykov
- Elwendia capusii (Franch.) Pimenov & Kljuykov
- Elwendia caroides Boiss.
- Elwendia chaerophylloides (Regel & Schmalh.) Pimenov & Kljuykov
- Elwendia cylindrica (Boiss. & Hausskn.) Pimenov & Kljuykov
- Elwendia darwasica Kljuykov, Lazkov & Pimenov
- Elwendia fedtschenkoana (Korovin ex Kamelin) Pimenov & Kljuykov
- Elwendia hissarica (Korovin) Pimenov & Kljuykov
- Elwendia intermedia (Korovin) Pimenov & Kljuykov
- Elwendia kopetdagensis (Geld.) Pimenov & Kljuykov
- Elwendia kuhitangi (Nevski) Pimenov & Kljuykov
- Elwendia latiloba (Korovin) Pimenov & Kljuykov
- Elwendia lindbergii (Rech.f. & Riedl) Pimenov & Kljuykov
- Elwendia longipes (Freyn) Pimenov & Kljuykov
- Elwendia persica (Boiss.) Pimenov & Kljuykov
- Elwendia salsa (Korovin) Pimenov & Kljuykov
- Elwendia sary-cheleki (Lazkov & Kljuykov) Pimenov & Kljuykov
- Elwendia schistosa Kljuykov
- Elwendia seravschanica (Korovin) Pimenov & Kljuykov
- Elwendia setacea (Schrenk) Pimenov & Kljuykov
- Elwendia stewartiana (Nasir) Pimenov & Kljuykov
- Elwendia ugamica Kljuykov & Lyskov
- Elwendia vaginata (Korovin) Pimenov & Kljuykov
- Elwendia varsobica Kljuykov
- Elwendia wolffii (Kljuykov) Pimenov & Kljuykov

... · 
Aciphylla · 
Actinotus · 
Aegopodium · 
Aethusa · 
Ammi (Akkerscherm) · 
Anethum · 
Angelica (Engelwortel) · 
Anisotome · 
Anthriscus (Kervel) · 
Apium (Moerasscherm) · 
Artedia · 
Astrantia (Sterrenscherm) · 
Athamanta · 
Azorella · 
Berula · 
Bifora · 
Bunium · 
Bupleurum (Goudscherm) · 
Carum (Karwij) · 
Caucalis · 
Chaerophyllum (Ribzaad) · 
Cicuta · 
Conium · 
Conopodium · 
Coriandrum · 
Crithmum · 
Cuminum · 
Daucus · 
Eryngium (Kruisdistel) · 
Falcaria · 
Ferula · 
Foeniculum · 
Heracleum (Berenklauw) · 
Levisticum · 
Myrrhis · 
Oenanthe (Torkruid) · 
Orlaya · 
Pastinaca (Pastinaak) · 
Petroselinum (Peterselie) · 
Peucedanum (Varkenskervel) · 
Pimpinella (Bevernel) · 
Pycnocycla ·
Sanicula · 
Scandix · 
Selinum · 
Silaum · 
Sium · 
Smyrnium (Zwarte kervel) · 
Steganotaenia · 
Thapsia · 
Thaspium · 
Thecocarpus · 
Tiedemannia · 
Tilingia · 
Torilis (Doornzaad) · 
Xanthosia · 
...